# Méquinol
Le méquinol, ou 4-méthoxyphénol, souvent abrégé MeHQ, est un composé chimique de formule HOC6H4OCH3. C'est un isomère du gaïacol, dérivé hydroxylé de l'anisole C6H5OCH3 correspondant au 4-hydroxyanisole. Ce phénol est utilisé en dermatologie et en chimie organique. Il est produit à partir de 1,4-benzoquinone O=C6H4=O et de méthanol CH3OH par une réaction radicalaire,.
Le méquinol est une substance active courante de médicaments topiques pour l'éclaircissement de la peau. Il est dans ce cas souvent mélangé à la trétinoïne, un rétinoïde topique. La forme galénique la plus répandue est une solution dans l'éthanol de 2 % de méquinol et 0,01 % de trétinoïne en masse. Elle peut être utilisée pour traiter le lentigo. Des dosages plus faibles ont été utilisés avec un laser en commutation-Q pour l'éclaircissement de la peau de patients atteints de vitiligo idiopathique disséminé.
Le 4-méthoxyphénol est utilisé en chimie organique comme inhibiteur de polymérisation, par exemple avec les acrylates ou les monomères de styrène.
Les travailleurs peuvent être exposés à ce composé par inhalation, absorption cutanée, ingestion ou contact oculaire. Le NIOSH a fixé la limite d'exposition quotidienne à 5 mg/m3 sur une journée de travail de 8 heures.